# Rhabdomastix neozelandiae
Rhabdomastix neozelandiae är en tvåvingeart som beskrevs av Alexander 1922. Rhabdomastix neozelandiae ingår i släktet Rhabdomastix och familjen småharkrankar. Inga underarter finns listade i Catalogue of Life.